# Trite concinna
Trite concinna là một loài nhện trong họ Salticidae.
Loài này thuộc chi Trite. Trite concinna được William Joseph Rainbow miêu tả năm 1920.